# Руда-Єжевська
Руда-Єжевська (пол. Ruda Jeżewska) — село в Польщі, у гміні Задзім Поддембицького повіту Лодзинського воєводства.
Населення — 81 особа (2011).
У 1975-1998 роках село належало до Серадзького воєводства.

## Демографія
Демографічна структура станом на 31 березня 2011 року:
|          | Загалом | Допрацездатний вік | Працездатний вік | Постпрацездатний вік |
| -------- | ------- | ------------------ | ---------------- | -------------------- |
| Чоловіки | 31      | 5                  | 20               | 6                    |
| Жінки    | 50      | 9                  | 24               | 17                   |
| Разом    | 81      | 14                 | 44               | 23                   |